# Дилургян, Карапет
Карапет (Гарабет, Тер-Карапет) Дерлугян, искаж. Дилургян (род. в 1861 году) — священник Армянской Католической Церкви, викарий апостольского администратора для армянокатоликов в СССР.

## Биография
Родился в 1861 году. Выходец из рода Дерлугян (Дерлугьян), жившего в Артвинском регионе. Учился в армянской школе ордена мхитаристов в Венеции, затем вернулся в Артвин, где играл большую роль в жизни армяно-католической общины. Организовал исход армян из Артвина после его занятия турками. С 1916 года окормлял армяно-католиков в Москве, позднее находился в Краснодаре.
С 1931 года был преемником викария апостольского администратора для армяно-католиков СССР отца Дионисия Калатазова, умершего от болезни. Карапет Дерлугян старался во всём исполнять требования советских законов; в 1934 безрезультатно добивался у ЦИК Армении согласия хотя бы на временные направления священников-армян для отправления религиозных треб в Ленинакане и Степанаване.
В июне 1936 года был арестован в Краснодаре и после трёх месяцев следствия в октябре того же года приговорён (в возрасте 75 лет) к трём годам ссылки в населённый пункт Лоино, в болотистую и нездоровую местность в Кировском крае, к северо-востоку от Кирова. После освобождения некоторое время продолжал тайно служить в небольших городках и сёлах юга Краснодарского края, затем вынужден направиться в Очамчиру в Абхазии.
Дата смерти неизвестна (после 1940 года).

## Источник
- Католическая Энциклопедия, изд. Францисканцев, М., 2005, стр. 1337, ISBN 5-89208-054-4